# ایوارس گودمانیس
ایوارس گودمانیس (لتونیایی: Ivars Godmanis؛ زادهٔ ۲۷ نوامبر ۱۹۵۱) یک سیاست‌مدار اهل لتونی است. وی دو دوره نخست‌وزیر این کشور بوده‌است.